# Vibeke Tøjner
Vibeke Tøjner (født 12. marts 1961 i Aalborg) er en dansk maler og grafiker. Vibeke Tøjner er student fra Skanderborg Gymnasium i 1979 og cand.mag. i fransk og kunsthistorie 1980-87 fra henholdsvis Aarhus Universitet og Københavns Universitet. Fransk statsstipendiat i Paris 1984-85.
Hun debuterede som maler i Forfatterskolens Galleri Basilisk i 1987. "Vibeke Tøjner arbejder i et koloristisk maleri med rødder i nordisk ekspressionisme og fransk informel kunst, bl.a. Jean Fautrier. Hendes motivverden er abstraktioner over en række naturindtryk". Hun er repræsenteret på KUNSTEN Museum of Modern Art Aalborg, Kunstmuseet i Tønder, Det Nationalhistoriske Museum på Frederiksborg Slot, Kastrupgårdsamlingen og Den Kongelige Kobberstiksamling på Statens Museum for Kunst.
Vibeke Tøjner har desuden udført udsmykningsopgaver, senest et 32 meter langt glasmaleri Ved søen til Skanderborg nye rådhus, Skanderborg Fælled, der blev indviet i oktober 2016.
Vibeke Tøjner er søster til Poul Erik Tøjner.

## Reference
1. ↑  Hornung, Peter Michael. "Vibeke Tøjner". Den Store Danske (lex.dk online udgave).